# Lézert
Lézert – rzeka we Francji, przepływająca przez tereny departamentów Aveyron i Tarn. Ma długość 39,0 km. Stanowi prawy dopływ rzeki Viaur.

## Geografia
Lézert swoje źródła w regionie Ségala, w gminie Baraqueville. Rzeka generalnie płynie w kierunku południowo-zachodnim. Uchodzi do rzeki Viaur w Mirandol-Bourgnounac. 
Lézert płynie na terenie dwóch departamentów, w tym na obszarze 12 gmin:
AveyronBaraqueville, Quins, Gramond, Boussac, Castanet, Naucelle, Sauveterre-de-Rouergue, La Salvetat-Peyralès, Cabanès, Tayrac, Castelmary
TarnMirandol-Bourgnounac

## Dopływy
Lézert ma opisanych 16 dopływów. Są to:
| - Ruisseau de Boutescurou - Ruisseau de Grandsagne - Ruisseau de Marsende - Ruisseau de Couffignal - Ruisseau de la Bécade - Ruisseau de Merdialou - Ruisseau de Vayre - Mergou | - Ruisseau de Rieusalès - Le Lieux de Villelongue - Riou Majou - Ruisseau de Cardau - Escudelle - Ravin de Farel - Liort - Ruisseau de Marsal |